# Kartar Singh
Kartar Singh (nascido em 7 de outubro de 1953) é um lutador de luta livre indiano que fora medalhista de ouro nos Jogos Asiáticos em 1978 e 1986. Ficou em sétimo na categoria até 100 kg do estilo livre masculino nos Jogos Olímpicos de Verão de 1984, realizados em Los Angeles, nos Estados Unidos.

## Biografia
Kartar Singh nasceu na aldeia de Sur Singh, do atual distrito de Tarn Taran, em Punjab, Índia. Conquistou medalhas de ouro nos Jogos Asiáticos de 1978, realizados em Bancoque, na Tailândia, e na edição de 1986, em Seul, na Coreia do Sul. Obteve a medalha de prata em 1982, nos Jogos Asiáticos, realizados na capital da Índia, Deli. Em 1978, Kartar conquistara a medalha de bronze nos Jogos da Commonwealth, em Edmonton, no Canadá, e a de prata em 1982, em Brisbane, na Austrália. Mais tarde mudou-se para Jalandar e passou a trabalhar como Superintendente da Polícia e como diretor esportivo de Punjab. É atual campeão mundial de wrestling e atua como Inspetor Geral da Polícia, em Punjab.

## Prêmios e homenagens
Em 1982, Kartar recebeu o prêmio Arjuna e em 1987 recebeu o Padma Shri. Conquistou medalhas de ouro nos Campeonatos Mundiais de Veteranos, realizado na Colúmbia (Canadá) em 1992, no Toronto (Canadá) em 1993, no cantão de Martigny (Suíça) em 1997 e nos Bordéus (França) em 1998.